# Xenolecanium mangiferae
Xenolecanium mangiferae är en insektsart som beskrevs av Takahashi 1942. Xenolecanium mangiferae ingår i släktet Xenolecanium och familjen skålsköldlöss.
Artens utbredningsområde är Thailand. Inga underarter finns listade i Catalogue of Life.